# Annica Jonsson
Annica Jonsson är en svensk sångerska. Hon deltog i den svenska Melodifestivalen 1987 med melodin Nya illusioner, som missade slutomröstningen och slutade på sjunde plats.
1985 skickades hennes låt ”Stjärnljus in till Melodifestivalen men låten blev refuserad. ”Stjärnljus” kom med på en LP samma år som innehöll låtar som blivit refuserade till Melodifestivalen 1985.
Hon är halvsyster till sångaren och låtskrivaren Jan-Eric Karlzon.

## Diskografi

### Studioalbum
| Titel          | Utginingsår |
| -------------- | ----------- |
| Nya illusioner | 1987        |

### Singlar
| Titel                           | Utginingsår |
| ------------------------------- | ----------- |
| Stanna / Tredje vågen           | 1984        |
| Kalimba de Luna / Tredje vågen  | 1984        |
| Vindarnas väg / Kalimba de Luna | 1986        |
| Nya illusioner / Stanna min tid | 1987        |